# بلسان
بلسان(نام علمی: Commiphora) نام یک سرده از رده افراسانان و خانواده گیاهان گلدار است.

## نگارخانه

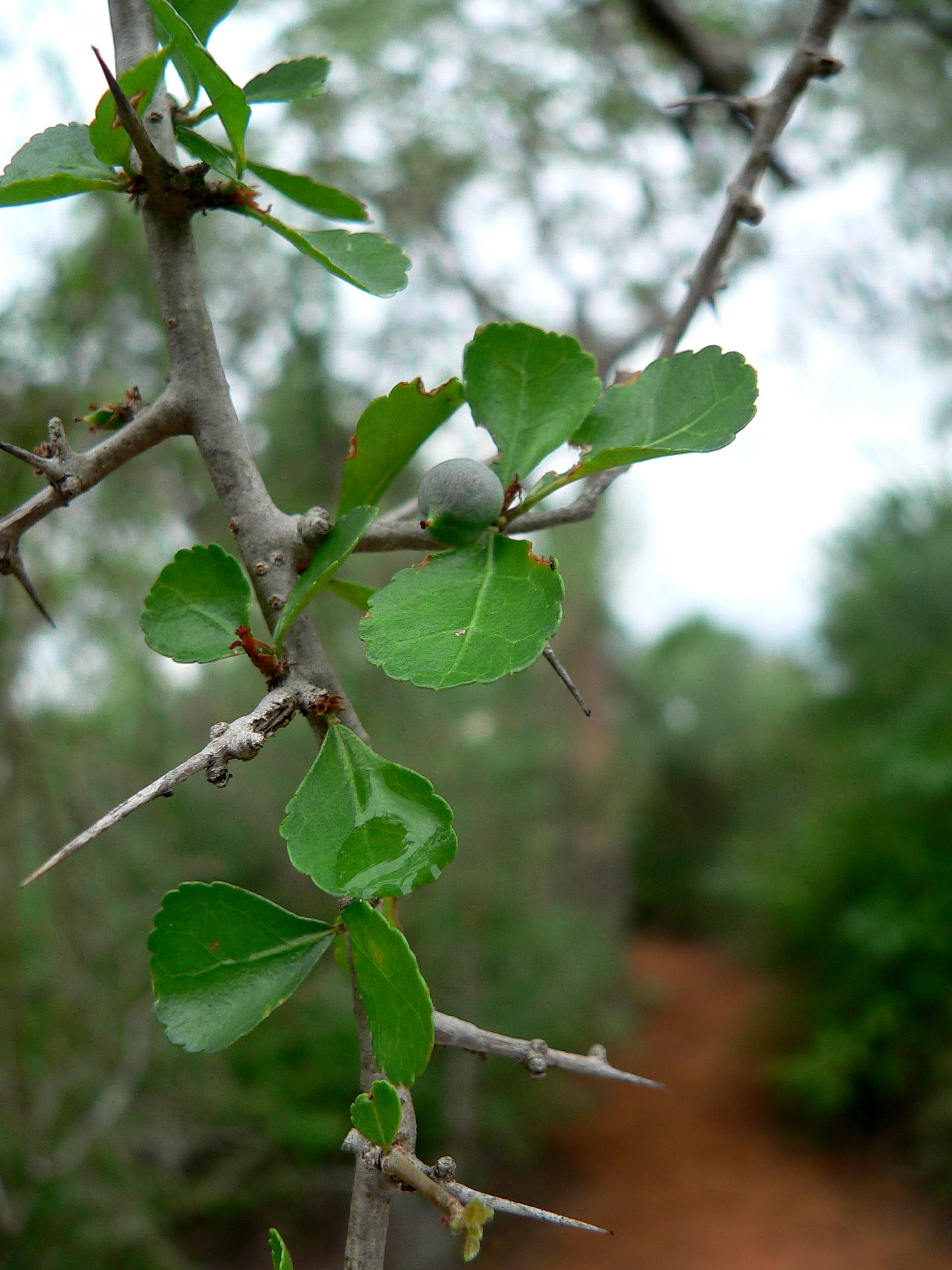
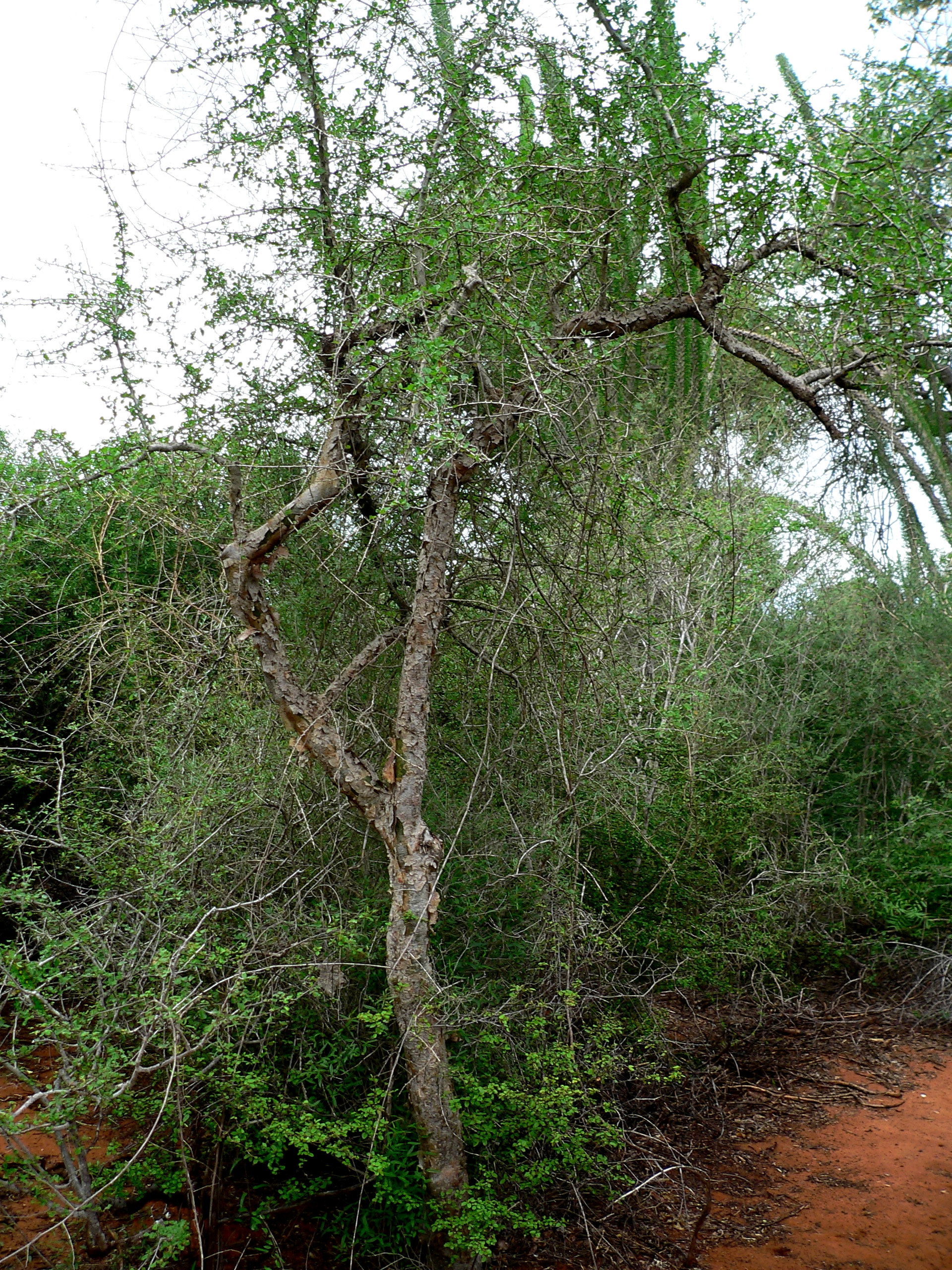